# Patinatge artístic als Jocs Olímpics d'hivern de 1994 - Individual masculí
Als Jocs Olímpics d'Hivern de 1994 celebrats a la ciutat de Lillehammer (Noruega) es disputà una prova de patinatge artístic sobre gel en categoria masculina que formà part del programa oficial dels Jocs.
La competició se celebrà entre els dies 17 i 19 de febrer de 1994 a les instal·lacions del Hamar Olympic Amphitheatre.

## Comitès participants
Hi participaren un total de 25 patindors de 17 comitès nacionals diferents.
| - Austràlia (1) - Belarús (1) - Canadà (3) - Corea del Sud (1) - Dinamarca (1) |  | - Estats Units (2) - Estònia (1) - França (2) - Israel (1) |  | - Japó (2) - Letònia (1) - Regne Unit (1) - Romania (2) |  | - Rússia (3) - Sud-àfrica (1) - Ucraïna (1) - R.P. de la Xina (1) |

## Resum de medalles
| Or              | Argent       | Bronze             |
| Aleksei Urmanov | Elvis Stojko | Philippe Candeloro |

## Resultats
| Posició | Nom                 | CON             | PC | PL | Pts. |
| ------- | ------------------- | --------------- | -- | -- | ---- |
| 1       | Alexei Urmanov      | Rússia          | 1  | 1  | 1.5  |
| 2       | Elvis Stojko        | Canadà          | 2  | 2  | 3.0  |
| 3       | Philippe Candeloro  | França          | 3  | 5  | 6.5  |
| 4       | Viktor Petrenko     | Ucraïna         | 9  | 4  | 8.5  |
| 5       | Kurt Browning       | Canadà          | 12 | 3  | 9.0  |
| 6       | Brian Boitano       | Estats Units    | 8  | 6  | 10.0 |
| 7       | Eric Millot         | França          | 6  | 7  | 10.0 |
| 8       | Scott Davis         | Estats Units    | 4  | 10 | 12.0 |
| 9       | Steven Cousins      | Regne Unit      | 7  | 9  | 12.5 |
| 10      | Sebastien Britten   | Canadà          | 10 | 10 | 15.0 |
| 11      | Oleg Tataurov       | Rússia          | 5  | 13 | 15.5 |
| 12      | Masakazu Kagiyama   | Japó            | 11 | 11 | 16.5 |
| 13      | Michael Tyllesen    | Dinamarca       | 13 | 12 | 18.5 |
| 14      | Cornel Gheorghe     | Romania         | 16 | 14 | 22.0 |
| 15      | Igor Pashkevich     | Rússia          | 14 | 15 | 22.0 |
| 16      | Michael Shmerkin    | Israel          | 15 | 17 | 24.5 |
| 17      | Sung-Il Jung        | Corea del Sud   | 18 | 16 | 25.0 |
| 18      | Stephen Carr        | Austràlia       | 20 | 18 | 28.0 |
| 19      | Marius Negrea       | Romania         | 19 | 19 | 28.5 |
| 20      | Min Zhang           | R.P. de la Xina | 16 | 21 | 29.0 |
| 21      | Andrejs Vlascenko   | Letònia         | 21 | 20 | 30.5 |
| 22      | Fumihiro Oikawa     | Japó            | 21 | 22 | 32.5 |
| 23      | Alexander Mourashko | Belarús         | 24 | 23 | 35.0 |
| 24      | Dino Quattrocecere  | Sud-àfrica      | 23 | 24 | 35.5 |
| 25      | Margus Hernits      | Estònia         | 25 |    |      |